# ياسر الحلبي
ياسر الحلبي (ولد بالقاهرة في 30 سبتمبر 1984) هو لاعب اسكواش مصري محترف.

## حياته
دَرَس الحلبي بجامعة برنستون بين عامي 2002 و2006. وأثناء دراسته، فاز ببطولة فردي الرجال التي ينظمها اتحاد الكليات للاسكواش أربع مرات متتالية، وهو إنجاز لم يحققه أي لاعب من قبل.
مثل الحلبي مصر على المستوى الدولي، ووصل إلى التصنيف الأربعين عالميًا في فبراير 2008.

## روابط خارجية
- ياسر الحلبي على موقع SquashInfo.com (الإنجليزية)